# Copa Federación de Bangladés 2019-20
La Copa Federación 2019-20, también conocida como la  2019–20 TVS Federation Cup por razones de patrocinio de TVS Motors, fue la trigésima primera edición del torneo de clubes de Bangladés organizado por la Federación de Fútbol de Bangladés. Un total de trece equipos fueron participantes de la competencia donde el ganador obtuvo un lugar para la ronda preliminar de la Copa AFC 2021.

## Sede
La sede de todos los partidos fue en el Estadio Nacional Bangabandhu.
| Daca                         |
| ---------------------------- |
| Estadio Nacional Bangabandhu |
| Capacidad: 36 000            |
|                              |

## Equipos participantes
- Arambagh KS
- Bangladesh Police F. C.
- Bashundhara Kings
- Brothers Union
- Chittagong Abahani
- Dhaka Abahani
- Dhaka Mohammedan
- Muktijoddha Sangsad K. C.
- Rahmatganj MFS
- Saif Sporting Club
- Sheikh Jamal Dhanmondi Club
- Sheikh Russel K. C.
- Uttar Baridhara S. C.

### Premios
- Campeón obtendría $6,000.
- Subcampeón obtendría $3,600.

## Sorteo
El sorteo de la competencia tuvo lugar el 13 de diciembre de 2019 en el edificio administrativo Motijheel de la Federación de Fútbol de Bangladés. Los trece clubes fueron divididos en cuatro grupos. Los dos primeros de cada uno son los que avancen a la ronda de cuartos de final.

## Arbitraje
- Mizanur Rahman
- Shah Alam
- Saymoon Hasan Sany
- Ferdous Ahamed
- Mahmud Hasan Mamun
- Mohammad Zamil Farooq Nahid
- GM Chowdhury Nayan
- Mohammad Jalaluddin
- Jashim Akhter
- Bhovon Mohon Talukdar

## Fase de grupos
- Los horarios corresponden al tiempo de Bangladés (UTC+6).

### Grupo A
| Pos. | Equipo                  | Pts. | PJ | PG | PE | PP | GF | GC | Dif. |
| ---- | ----------------------- | ---- | -- | -- | -- | -- | -- | -- | ---- |
| 1.º  | Dhaka Abahani           | 6    | 2  | 2  | 0  | 0  | 9  | 1  | 8    |
| 2.º  | Bangladesh Police F. C. | 3    | 2  | 1  | 0  | 1  | 3  | 5  | −2   |
| 3.º  | Arambagh KS             | 0    | 2  | 0  | 0  | 2  | 2  | 8  | −6   |

|  | Clasifica a las cuartos de final |

### Grupo B
| Pos. | Equipo             | Pts. | PJ | PG | PE | PP | GF | GC | Dif. |
| ---- | ------------------ | ---- | -- | -- | -- | -- | -- | -- | ---- |
| 1.º  | Chittagong Abahani | 6    | 2  | 2  | 0  | 0  | 4  | 0  | 4    |
| 2.º  | Bashundhara Kings  | 3    | 2  | 1  | 0  | 1  | 1  | 2  | −1   |
| 3.º  | Brothers Union     | 0    | 2  | 0  | 0  | 2  | 0  | 3  | −3   |

|  | Clasifica a las cuartos de final |

### Grupo C
| Pos. | Equipo             | Pts. | PJ | PG | PE | PP | GF | GC | Dif. |
| ---- | ------------------ | ---- | -- | -- | -- | -- | -- | -- | ---- |
| 1.º  | Saif S. C.         | 4    | 2  | 1  | 1  | 0  | 3  | 1  | 2    |
| 2.º  | Rahmatganj MFS     | 2    | 2  | 0  | 2  | 0  | 1  | 1  | 0    |
| 3.º  | Sheikh Jamal D. C. | 1    | 2  | 0  | 1  | 1  | 2  | 4  | −2   |

|  | Clasifica a las cuartos de final |

### Grupo D
| Pos. | Equipo                | Pts. | PJ | PG | PE | PP | GF | GC | Dif. |
| ---- | --------------------- | ---- | -- | -- | -- | -- | -- | -- | ---- |
| 1.º  | Muktijoddha S. K. C.  | 5    | 3  | 1  | 2  | 0  | 4  | 3  | 1    |
| 2.º  | Dhaka Mohammedan      | 5    | 3  | 1  | 2  | 0  | 2  | 1  | 1    |
| 3.º  | Sheikh Russel K. C.   | 5    | 3  | 1  | 2  | 0  | 2  | 1  | 1    |
| 4.º  | Uttar Baridhara S. C. | 0    | 3  | 0  | 0  | 3  | 1  | 4  | −3   |

|  | Clasifica a las cuartos de final |

## Fase final

### Cuadro de desarrollo
|  | Cuartos de final     | Cuartos de final     |                   |                   | Semifinales    | Semifinales    |  |                | Final      | Final      |  |
|  | 30 / 31 de diciembre | 30 / 31 de diciembre |                   |                   | 2 / 3 de enero | 2 / 3 de enero |  |                | 5 de enero | 5 de enero |  |
|  |                      |                      |                   |                   |                |                |  |                |            |            |  |
|  |                      |                      |                   |                   |                |                |  |                |            |            |  |
|  | Dhaka Abahani        | 1 (3)                |                   |                   |                |                |  |                |            |            |  |
|  | Dhaka Abahani        | 1 (3)                |                   |                   |                |                |  |                |            |            |  |
|  | Rahmatganj MFS       | 1 (4)                |                   |                   |                |                |  |                |            |            |  |
|  | Rahmatganj MFS       | 1 (4)                |                   | Rahmatganj MFS    | 1              |                |  |                |            |            |  |
|  |                      |                      |                   | Rahmatganj MFS    | 1              |                |  |                |            |            |  |
|  |                      |                      | Dhaka Mohammedan  | 0                 |                |                |  |                |            |            |  |
|  | Chittagong Abahani   | 0                    | Dhaka Mohammedan  | 0                 |                |                |  |                |            |            |  |
|  | Chittagong Abahani   | 0                    |                   |                   |                |                |  |                |            |            |  |
|  | Dhaka Mohammedan     | 2                    |                   |                   |                |                |  |                |            |            |  |
|  | Dhaka Mohammedan     | 2                    |                   |                   |                |                |  | Rahmatganj MFS | 1          |            |  |
|  |                      |                      |                   |                   |                |                |  | Rahmatganj MFS | 1          |            |  |
|  |                      |                      | Bashundhara Kings | 2                 |                |                |  |                |            |            |  |
|  | Saif S. C.           | 1                    | Bashundhara Kings | 2                 |                |                |  |                |            |            |  |
|  | Saif S. C.           | 1                    |                   |                   |                |                |  |                |            |            |  |
|  | Bangladesh Police    | 3                    |                   |                   |                |                |  |                |            |            |  |
|  | Bangladesh Police    | 3                    |                   | Bangladesh Police | 0              |                |  |                |            |            |  |
|  |                      |                      |                   | Bangladesh Police | 0              |                |  |                |            |            |  |
|  |                      |                      | Bashundhara Kings | 3                 |                |                |  |                |            |            |  |
|  | Muktijoddha S. K. C. | 1 (1)                | Bashundhara Kings | 3                 |                |                |  |                |            |            |  |
|  | Muktijoddha S. K. C. | 1 (1)                |                   |                   |                |                |  |                |            |            |  |
|  | Bashundhara Kings    | 1 (4)                |                   |                   |                |                |  |                |            |            |  |
|  | Bashundhara Kings    | 1 (4)                |                   |                   |                |                |  |                |            |            |  |
|  |                      |                      |                   |                   |                |                |  |                |            |            |  |

### Cuartos de final
| 30 de diciembre de 2019, 15:30 | Dhaka Abahani                                                                                       | 1:1 (3:4 p.)               | Rahmatganj MFS                                                         | Estadio Nacional Bangabandhu, Daca |                            |
|                                | - Kervens Belfort 94'                                                                               | Reporte                    | - Enamul Islam Gaz 119'                                                | Árbitro(s): Ferdous Ahamed         | Árbitro(s): Ferdous Ahamed |
|                                | | Tiros desde el punto penal |                                                                        |                                    |                            |
|                                | - Nabib Newaj Jibon - Kervens Belfort - Mohammad Sohel Rana - Nasiruddin Chowdhury - Sunday Chizoba |                            | - Didarul Alam - Turaev Akobir - Nadim Mahmud Limon - Siyovush Asrorov |                                    |                            |

| 30 de diciembre de 2019, 18:30 | Chittagong Abahani | 0:2     | Dhaka Mohammedan                              | Estadio Nacional Bangabandhu, Daca |                                   |
|                                |                    | Reporte | - Shahed Hossain 25' - Souleymane Diabate 30' | Árbitro(s): Bhovon Mohon Talukdar  | Árbitro(s): Bhovon Mohon Talukdar |

| 31 de diciembre de 2019, 15:30 | Saif S. C.                 | 1:3     | Bangladesh Police F. C.                   | Estadio Nacional Bangabandhu, Daca |                            |
|                                | - Murolimzhon Akhmedov 55' | Reporte | - SM Bablu 31' - Sidney Rivera 45+1', 52' | Árbitro(s): Mizanur Rahman         | Árbitro(s): Mizanur Rahman |

| 31 de diciembre de 2019, 18:30 | Muktijoddha Sangsad K. C.                               | 1:1 (1:4 p.)               | Bashundhara Kings                                                                   | Estadio Nacional Bangabandhu, Daca |                                |
|                                | - Mehedi Hasan Royel 76'                                | Reporte                    | - Mohamad Jalal Kdouh 3'                                                            | Árbitro(s): GM Chowdhury Nayan     | Árbitro(s): GM Chowdhury Nayan |
|                                |                                                         | Tiros desde el punto penal |                                                                                     |                                    |                                |
|                                | - Norito Hashiguchi - Tariqul Islam - Paul Emile Biyaga |                            | - Bakhtiyar Duyshobekov - Nicolas Delmonte - Atiqur Rahman Fahad - Daniel Colindres |                                    |                                |

### Semifinales
| 2 de enero de 2020, 16:00 | Rahmatganj MFS      | 1:0     | Dhaka Mohammedan | Estadio Nacional Bangabandhu, Daca |                         |
|                           | - Akobir Turaev 16' | Reporte |                  | Árbitro(s): Jalal Uddin            | Árbitro(s): Jalal Uddin |

| 3 de enero de 2020, 16:00 | Bangladesh Police F. C. | 0:3     | Bashundhara Kings                                                 | Estadio Nacional Bangabandhu, Daca |                                |
|                           |                         | Reporte | - Topu Barman 16' - Daniel Colindres 49' - Nicolás Delmonte 90+2' | Árbitro(s): Saymoon Hasan Sany     | Árbitro(s): Saymoon Hasan Sany |

### Final
| 5 de enero de 2020, 16:00 | Rahmatganj MFS | 1:2     | Bashundhara Kings           | Estadio Nacional Bangabandhu, Daca |                         |
|                           | - Bah 63'      | Reporte | - Daniel Colindres 41', 76' | Árbitro(s): Jalal Uddin            | Árbitro(s): Jalal Uddin |

|                           |
| Campeón Bashundhara Kings |
| 1.er título               |

## Goleadores
Se marcaron 51 goles en 22 partidos, para un promedio de 2.32 goles por partido (Actualizado al último juego el 5 de enero de 2020).
4 goles
- Sidney Rivera (Bangladesh Police F. C.)

3 goles
- Daniel Colindres (Bashundhara Kings)
- Kervens Belfort (Dhaka Abahani)

2 goles
- Nabib Newaj Jibon (Dhaka Abahani)
- Ismael Bangoura (Muktijoddha Sangsad K. C.)
- Murolimzhon Akhmedov (Saif S. C.)
- Mohamad Jalal Kdouh (Bashundhara Kings)
- Souleymane Diabate (Dhaka Mohammedan)
- Sunday Chizoba (Dhaka Abahani)

1 gol
- Nicolás Delmonte (Bashundhara Kings)
- Amir Hakim Bappy (Dhaka Mohammedan)
- Enamul Islam Gazi  (Rahmatganj MFS)
- Faisal Ahmed Shitol (Dhaka Abahani)
- Jakir Hossain Ziku (Arambagh KS)
- Mamunul Islam (Dhaka Abahani)
- Mehedi Hasan Royel (Muktijoddha Sangsad K. C.)
- Mohammad Shadin (Bangladesh Police F. C.)
- Murad Chowdhury (Arambagh KS)
- Nasiruddin Chowdhury (Dhaka Abahani)
- Rakib Hossain (Chittagong Abahani)
- Shah Alamgir Anik (Muktijoddha Sangsad K. C.)
- Shahed Hossain (Dhaka Mohammedan)
- SM Bablu (Bangladesh Police F. C.)
- Topu Barman (Bashundhara Kings)
- Yeasin Arafat (Saif S. C.)
- Nixon Guylherme (Chittagong Abahani)
- Kpehi Didier Brossou (Chittagong Abahani)
- Landing Darboe (Uttar Baridhara S. C.)
- Momodou Bah (Rahmatganj MFS)
- Omar Jobe (Sheikh Jamal Dhanmondi Club)
- Younoussa Camara (Rahmatganj MFS)
- Norito Hashiguchi (Muktijoddha Sangsad K. C.)
- Matthew Chinedu (Chittagong Abahani)
- Monday Osagie (Sheikh Jamal Dhanmondi Club)
- Raphael Odovin Onwrebe (Sheikh Russel KC)
- Jahongir Ergashev (Saif S. C.)
- Alisher Azizov (Sheikh Russel KC)
- Akobir Turaev (Rahmatganj MFS)